# Seznam kalifov
Kalif je vrhovni verski in politični voditelj islamske države, znane kot kalifat. Prvi kalifi so bili vodje islamske verske skupnosti (umma) kot politični nasledniki islamskega preroka Mohameda. Splošno priznani kalifati so v različnih oblikah obstajali večino islamske zgodovine.
Prvemu kalifatu, Rašidunskemu, so vladali štirje rašidunski kalifi (arabsko الخلفاء الراشدون, dobesedno pravoverni kalifi): Abu Bakr, Omar, Osman in Ali, ki jih sunitski muslimani štejejo za najbolj krepostne in čiste kalife. Izbrani so bili z ljudskim soglasjem ali preko  majhnega odbora. Kasnejši kalifati so bili večinoma dedni. Šiiti priznavajo le preroka Alija, prve tri kalife pa imajo za uzurpatorje. 
Rašidunski kalifat se je končal s prvo fitno, ki je oblast prenesla na dinastijo Omajadov, ki je vladala v Omajadskem kalifatu, največjemu in zadnjemu, ki je aktivno vladal celotnemu muslimanskemu svetu.
Abasidska revolucija je strmoglavila Omajade in ustanovila dinastijo Abasidov, ki je vladala Abasidskemu kalifatu. Abasidski kalifat je bil sprva močan in enoten, a se je postopoma razdrobil na več držav, katerih vladarji so samo govorili o kalifu v Bagdadu. Obstajali so tudi tekmeci Abasidov, ki so zahtevali kalifat zase. Med takšnimi so bili  ismailski šiitski Fatimidi, sunitski Omajadi v Kordovi in Almohadi, ki so sledili svoji doktrini. Ko je Bagdad padel pod oblast Mongolov, so se  Abasidi  preselili v Kairo in še naprej zahtevali kalifsko oblast, vendar niso imeli politične moči, da bi jo udejanili. Dejanska oblast je bila v rokah Mameluškega sultanata. 
Po osmanski osvojitvi Egipta je bil abasidski kalif al-Mutavakil III. odpeljan v Konstantinopel, kjer je predal kalifat osmanskemu sultanu Selimu I. Kalifat je nato ostal v Osmanski dinastiji do prve svetovne vojne. Osmanski sultanat je leta 1922 odpravila Velika narodna skupščina Turčije. Zadnji osmanski sultan Abdulmedžid II. je še dve leti obdržal naziv kalifa, nato pa je bil kalifat leta 1924 ukinjen. 

## Rašidunski kalifat (632–661)
| Kaligrafsko ime | Ime                       | Rojen | Vladal od        | Vladal do                 | Umrl                      | Razmerje z Mohamedom                                                                            | Hiša       |
| --------------- | ------------------------- | ----- | ---------------- | ------------------------- | ------------------------- | ----------------------------------------------------------------------------------------------- | ---------- |
|                 | Abu Bakr (أبو بكر الصديق) | 573   | 8. junij 632     | 22. avgust 634            | 22. avgust 634            | Oče Mohamedove žene Ajše                                                                        | Banu Taim  |
|                 | Omar (عمر بن الخطاب)      | 584   | 23. avgust 634   | 3. november 644 (umorjen) | 3. november 644 (umorjen) | Oče Mohamedove žene Hafse                                                                       | Banu Adi   |
|                 | Osman (عثمان بن عفان)     | 579   | 11. november 644 | 20. junij 656 (umorjen)   | 20. junij 656 (umorjen)   | Mož Mohamedovih hčerk Rukaje in nato Kultum in vnuk Mohamedove tete Um Hakim bint Abdul Mutalib | Banu Omaja |
|                 | Ali (علي بن أبي طالب)     | 601   | 20. junij 656    | 29. januar 661 (umorjen)  | 29. januar 661 (umorjen)  | Mohamedov bratranec in mož Mohamedove hčerke Fatime in vnukinje Umame bint Zainab               | Banu Hašim |

## Omajadski kalifat (661–750)
| Slika/Kovanec | Ime                       | Rojen           | Vladal od          | Vladal do                | Umrl                     | Razmerje s predhodnikom                                                                  |
| ------------- | ------------------------- | --------------- | ------------------ | ------------------------ | ------------------------ | ---------------------------------------------------------------------------------------- |
|               | Muavija I.                | 602             | 661                | 29. april ali 1. maj 680 | 29. april ali 1. maj 680 | Drugi bratranec kalifa Osmana                                                            |
|               | Jazid I.                  | 647             | 680                | 11. november 683         | 11. november 683         | Sin Muavije I.                                                                           |
|               | Muavija II.               | 664             | november 683       | 684                      | 684                      | Sin Jazida I.                                                                            |
|               | Marvan I.                 | 623–626         | 684                | 7. maj 685               | 7. maj 685               | Bratranec kalifa Osmana                                                                  |
|               | Abd al-Malik ibn Marvan   | 646             | 685                | 8. oktober 705           | 8. oktober 705           | Sin Marvana I.                                                                           |
|               | al-Valid I.               | 668             | oktober 705        | 23. februar 715          | 23. februar 715          | Sin Abd al-Malika ibn Marvana                                                            |
|               | Sulejman ibn Abd al-Malik | 674             | februar 715        | 22. september 717        | 22. september 717        | Sin Abd al-Malika, brat al-Valida I.                                                     |
|               | Omar II.                  | 2. november 682 | september 717      | februar 720              | februar 720              | Nečak Abd al-Malik, bratranec al-Valida I. in Sulejmana, Omarjev vnuk                    |
|               | Jazid II.                 | 687             | 10. februar 720    | 26. januar 724           | 26. januar 724           | Sin Abd al-Malik, brat al-Walida I. in Sulejmana                                         |
|               | Hišam ibn Abd al-Malik    | 691             | 26. januar 724     | 6. februar 743           | 6. februar 743           | Sin Abd al-Malik, brat al-Valida I., Sulejmana in Jazida II.                             |
|               | al-Valid II.              | 709             | 6. februar 743     | 17. april 744 (umorjen)  | 17. april 744 (umorjen)  | Sin Jazida II.                                                                           |
|               | Jazid III.                | 701             | 17. april 744      | 3./4. oktober 744        | 3./4. oktober 744        | Sin al-Valida I.                                                                         |
|               | Ibrahim ibn al-Valid      |                 | 744 (nekaj tednov) | 744 (nekaj tednov)       | 25. januar 750 (usmrčen) | Sin al-Valida I.                                                                         |
|               | Marvan II.                | 691             | 744                | 6. avugust 750 (ubit)    | 6. avugust 750 (ubit)    | Nečak Abd al-Malika, bratranec al-Valida I., Sulejmana, Omarja II., Jazida II. in Hišama |

## Abasidski kalifat (750–1258)
| Kovanec | Ime            | Rojen                 | Vladal od         | Vladal do                  | Umrl                       | Starši                                                                 |
| ------- | -------------- | --------------------- | ----------------- | -------------------------- | -------------------------- | ---------------------------------------------------------------------- |
|         | Al-Safah       | 721                   | 25. januar 750    | 10. junij 754              | 10. junij 754              | - Mohamed ibn Ali ibn Abdalah - Bajta bint Ubajdalah al-Harsia         |
|         | Al-Mansur      | 714                   | 10. junij 754     | 775                        | 775                        | - Mohamed ibn Ali ibn Abdalah - Salamah Um Abdalah                     |
|         | Al-Mahdi       | 744/745               | 775               | 4. avgust 785              | 4. avgust 785              | - Al-Mansur - Arva bint Mansur al-Himjari                              |
|         | Al-Hadi        | 764                   | avgust 785        | 14. september 786          | 14. september 786          | - Al-Mahdi - al-Hajzuran bint Ata                                      |
|         | Al-Rašid       | 763/766               | 14. september 786 | 24. marec 809              | 24. marec 809              | - Al-Mahdi - Al-Hajzuran                                               |
|         | Al-Amin        | 787                   | marec 809         | 24./25. september 813      | 24./25. september 813      | - Al-Rašid - Zubaida bint Džafar                                       |
|         | Al-Mamun       | 13./14. september 786 | september 813     | 9. avgust 833              | 9. avgust 833              | - Al-Rašid - Maradžil                                                  |
|         | Al-Mutasim     | oktober 796           | 9- avgust 833     | 5. januar 842              | 5. januar 842              | - Al-Rašid - Maridah bint Šabib                                        |
|         | Al-Vatik       | 811–813               | 5. januar 842     | 10. avgust 847             | 10. avgust 847             | - Al-Mutasim - Karatis                                                 |
|         | Al-Mutavakil   | februar/marec 822     | 10. avugust 847   | 11. december 861 (umorjen) | 11. december 861 (umorjen) | - Al-Mutasim - Um Džafar Šudža                                         |
|         | Al-Muntasir    | november 837          | 861               | 7. ali 8. junija 862       | 7. ali 8. junija 862       | - Al-Mutavakil - Hubšija, grška priležnica                             |
|         | Al-Mustain     | 836                   | 862               | 866 (usmrčen)              | 866 (usmrčen)              | - Mohamed ibn al-Mutasim, abasidski princ - Maharik, priležnica        |
|         | Al-Mutaz       | 847                   | 866               | 869                        | 869                        | - Al-Mutavakil - Čabiha                                                |
|         | Al-Muhtadi     |                       | 869               | 21. junij 870              | 21. junij 870              | - Al-Vatik - Kurb, grška priležnica                                    |
|         | Al-Mutamid     | 842                   | 21. junija 870    | 15. oktober 892            | 15. oktober 892            | - Al-Mutavakil - Fitjan                                                |
|         | Al-Mutadid     | 854/861               | oktober 892       | 5. april 902               | 5. april 902               | - Al-Muvafak, abasidski princ in vrhovni poveljnik - Dirar             |
|         | Al-Muktafi     | 877/878               | 5. april 902      | 13. avgust 908             | 13. avgust 908             | - Al-Mutadid - Džidžak                                                 |
|         | Al-Muktadir    | 895                   | 13. avgust 908    | 929                        | 31. oktober 932 (ubit)     | - Al-Mutadid - Šaghab                                                  |
|         | Al-Kahir       | 899                   | 929               | 929                        | 950                        | - Al-Mutadid - Fitnah                                                  |
|         | Al-Muktadir    | 895                   | 929               | 31. oktober 932 (ubit)     | 31. oktober 932 (ubit)     | - Al-Mutadid - Šaghab                                                  |
|         | Al-Kahir       | 899                   | 31. oktober 932   | 934                        | 950                        | - Al-Mutadid - Fitnah                                                  |
|         | Al-Radi        | december 909          | 934               | 23. december 940           | 23. december 940           | - Al-Muktadir - Zalum                                                  |
|         | Al-Mutaki      | 908                   | 940               | 944                        | julij 968                  | - Al-Muktadir - Halub                                                  |
|         | Al-Mustakfi    | 905                   | september 944     | januar 946                 | september/oktober 949      | - Al-Muktafi - Gusn, grška priležnica                                  |
|         | Al-Muti        | 914                   | januar 946        | 5. avgust 974              | 12. oktober 974            | - Al-Muktadir - Mašala                                                 |
|         | Al-Tai         | 932                   | 974               | 991                        | 3. avgust 1003             | - Al-Muti - Utb, grška priležnica                                      |
|         | Al-Kadir       | 947                   | 1. november 991   | 29. november 1031          | 29. november 1031          | - Išak ibn al-Muktadir, abasidski princ - Dimna                        |
|         | Al-Kaim        | 1001                  | 29. november 1031 | 2. april 1075              | 2. april 1075              | - Al-Kadir - Badr al-Didža                                             |
|         | Al-Muktadi     | 1056                  | 2. april 1075     | februar 1094               | februar 1094               | - Mohamed ibn al-Kaim, abasidski princ - Urdžuman, armenska priležnica |
|         | Al-Mustazhir   | april/maj 1078        | februar 1094      | 6. avgust 1118             | 6. avgust 1118             | - Al-Muktadi - Taif al-Afvah (Egipčanka)                               |
|         | Al-Mustaršid   | april/maj 1092        | 6. avgust 1118    | 29. avgust 1135            | 29. avgust 1135            | - Al-Mustazhir - Lubaba                                                |
|         | Al-Rašid Bilah | 1109                  | 29. avgust 1135   | 1136                       | 6. junij 1138 (ubit)       | - Al-Mustaršid - Hušf                                                  |
|         | Al-Muktafi     | 9. marec 1096         | 1136              | 12. marec 1160             | 12. marec 1160             | - Al-Mustazhir - Ašin Um Mohamed                                       |
|         | Al-Mustandžid  | 1124                  | 12. marec 1160    | 20. december 1170          | 20. december 1170          | - Al-Muktafi - Thavus                                                  |
|         | Al-Mustadi     | 1142                  | 20. december 1170 | 30. marec 1180             | 30. marec 1180             | - Al-Mustandžid - Ghadha                                               |
|         | Al-Nasir       | 6. avgust 1158        | 2. marec 1180     | 4. oktober 1225            | 4. oktober 1225            | - Al-Mustadi - Sajida Zumurud Hatun                                    |
|         | Al-Zahir       | 1176                  | 5. okctober 1225  | 11. julij 1226             | 11. julij 1226             | - Al-Nasir - Asma                                                      |
|         | Al-Mustansir   | 17. februar 1192      | 11. julij 1226    | 2. december 1242           | 2. december 1242           | - Az-Zahir - Zahra                                                     |
|         | Al-Mustasim    | 1213                  | 2. december 1242  | 20. februar 1258           | 20. februar 1258           | - Al-Mustansir - Hadžir                                                |

V poznem abasidskem obdobju so mulinamski vladarji začeli uporabljati druge naslove, kot sta emir al-umara in sultan.

## Mameluška dinastija Abasidov (1261–1517)
Kairski Abasidi so bili večinoma ceremonialni kalifi pod pokroviteljstvom Mameluškega sultanata, ki je nastal po odstavitvi dinastije Ajubidov.
| Vladarsko ime       | Osebno ime           | Vladanje                            | Starši                                      |
| ------------------- | -------------------- | ----------------------------------- | ------------------------------------------- |
| Al-Mustansir        | Abu al-Kasim Ahmed   | 13. junij 1261 – 28. november 1261  | - Az-Zahir                                  |
| Al-Hakim I. Kairski | Abu Abdulah Mohamed  | 16. november 1262 – 19. januar 1302 | - Abu Ali al-Hasan                          |
| Al-Mustakfi I.      | Abu ar-Rabi Sulejman | 20. januar 1302 – februar 1340      | - Al-Hakim I. Kairski                       |
| Al-Vatik I.         | Abu Išak Ibrahim     | februar 1340 – 17. junij 1341       | - Mohamed, sin Al-Hakima I. Kairskega       |
| Al-Hakim II.        | Abu al-Abas Ahmed    | 1341–1352                           | - Al-Mustakfi I.                            |
| Al-Mutadid I.       | Abu Bakr             | 1352–1362                           | - Al-Mustakfi I. Kairski                    |
| Al-Mutavakil I.     | Abu Abdilah Mohamed  | 1362–1377                           | - Al-Mutadid I.                             |
| Al-Mustasim         | Abu Jahja Zakarija   | 1377                                | - Al-Vatik I.                               |
| Al-Mutavakil I.     | Abu Abdilah Mohamed  | 1377–1383                           | - Al-Mutadid I.                             |
| Al-Vatik II.        | Omar                 | september 1383 – 13. november 1386  | - Al-Vatik I.                               |
| Al-Mustasim         | Abu Yahya Zakariya   | 1386–1389                           | - Al-Vatik I.                               |
| Al-Mutavakil I.     | Abu Abdilah Mohamed  | 1389 – 9. januar 1406               | - Al-Mutadid I.                             |
| Al-Mustain          | Abu al-Fadl al-Abas  | 22. januar 1406 – 9. marec 1414     | - Al-Mutavakil I. - Baj Hatun               |
| Al-Mutadid II.      | Abu al-Fath Davud    | 1414–1441                           | - Al-Mutawakkil I. - Kazal                  |
| Al-Mustakfi II.     | Abu ar-Rabi Sulejman | 1441 – 29. januar 1451              | - Al-Mutavakil I.                           |
| Al-Kaim             | Abu Al-Baka Hamza    | 1451–1455                           | - Al-Mutavakil I.                           |
| Al-Mustandžid       | Abu al-Mahasin Jusuf | 1455 – 7. april 1479                | - Al-Mutavakil I.                           |
| Al-Mutavakil II.    | Abu al-Iz Abdul Aziz | 5. april 1479 – 27. september 1497  | - Jakub bin Al-Mutavakil I. - Hadž al-Malik |
| Al-Mustamsik        | Abu as-Sabr          | 1497–1508                           | - Al-Mutavakil II.                          |
| Al-Mutavakil III.   | Mohamed              | 1508–1516                           | - Al-Mustamsik                              |
| Al-Mustamsik        | Abu as-Sabr          | 1516–1517                           | - Al-Mutavakil II.                          |
| Al-Mutavakil III.   | Mohamed              | 1517                                | - Al-Mustamsik                              |

## Osmanski kalifat (1517–1924)
Poglavar Osmanske dinastije se je prvotno imenoval sultan, kmalu pa so se začeli kopičiti nazivi, prevzeti od podrejenih ljudstev. Murat I. (vladal 1362–1389) je bil prvi osmanski kandidat za naziv kalifa. Naslov je zahteval po osvojitvi Odrina leta 1362 ali1369.
| Slika | Tugra                   | Ime             | Vladanje                                      | Starša                               |
| ----- | ----------------------- | --------------- | --------------------------------------------- | ------------------------------------ |
|       | Tughra of Selim I       | Selim I.        | 1517 – 21. september 1520                     | - Bajazid I. - Gilbahar Hatun        |
|       | Tughra of Suleiman I    | Sulejman I.     | 30. september 1520 – 6. ali 7. september 1566 | - Selim I - Hafsa Sultan             |
|       | Tughra of Selim II      | Selim II.       | 29. september 1566 – 21. december 1574        | - Sulejman I. - Hürrem Sultan        |
|       | Tughra of Murad III     | Murat III.      | 22. december 1574 – 16. januar 1595           | - Selim II. - Nurbanu Sultan         |
|       | Tughra of Mehmed III    | Mehmed III.     | 27. januar 1595 – 20. ali 21. december 1603   | - Murat III. - Safije Sultan         |
|       | Tughra of Ahmed I       | Ahmed I.        | 21. december 1603 – 22. november 1617         | - Mehmed III. - Handan Sultan        |
|       | Tughra of Mustafa I     | Mustafa I.      | 22. november 1617 – 26. februar 1618          | - Mehmed III. - Halime Sultan        |
|       | Tughra of Osman II      | Osman II.       | 26. februar 1618 – 19. maj 1622               | - Ahmed I. - Mahfiruz Hatun          |
|       | Tughra of Mustafa I     | Mustafa I.      | 20. maj 1622 – 10. september 1623             | - Mehmed III. - Halime Sultan        |
|       | Tughra of Murad IV      | Murat IV.       | 10. september 1623 – 8. ali 9. februar 1640   | - Ahmed I. - Kosem Sultan            |
|       | Tughra of Ibrahim       | Ibrahim I.      | 9. februar 1640 – 8. avgust 1648              | - Ahmed I. - Kosem Sultan            |
|       | Tughra of Mehmed IV     | Mehmed IV.      | 8. avgust 1648 – 8. november 1687             | - Ibrahim I. - Turhan Sultan         |
|       | Tughra of Suleiman II   | Sulejman II.    | 8. november 1687 – 22. junij 1691             | - Ibrahim - Aşub Sultan              |
|       | Tughra of Ahmed II      | Ahmed II.       | 22. junij 1691 – 6. februar 1695              | - Ibrahim - Muazez Sultan            |
|       | Tughra of Mustafa II    | Mustafa II.     | 6. februar 1695 – 22. avgust 1703             | - Mehmed IV. - Gilnuš Sultan         |
|       | Tughra of Ahmed III     | Ahmed III.      | 22. avgust 1703 – 1. ali 2. oktober 1730      | - Mehmed IV. - Gilnuš Sultan         |
|       | Tughra of Mahmud I      | Mahmud I.       | 2. oktober 1730 – 13. december 1754           | - Mustafa II. - Saliha Sultan        |
|       | Tughra of Osman III     | Osman III.      | 13. december 1754 – 29. ali 30. oktober 1757  | - Mustafa II. - Šehsuvar Sultan      |
|       | Tughra of Mustafa III   | Mustafa III.    | 30. oktober 1757 – 21. januar 1774            | - Ahmed III. - Mihrišah Kadın        |
|       | Tughra of Abdülhamid I  | Abdul Hamid I.  | 21. januar 1774 – 6. ali 7. april 1789        | - sin Ahmeda III. - Šermi Kadin      |
|       | Tughra of Selim III     | Selim III.      | 7. april 1789 – 29. maj 1807                  | - Mustafa III. - Mihrišah Sultan     |
|       | Tughra of Mustafa IV    | Mustafa IV.     | 29. maj 1807 – 28. julij 1808                 | - Abdul Hamid I. - Sineperver Sultan |
|       | Tughra of Mahmud II     | Mahmud II.      | 28. julij 1808 – 1. julij 1839                | - Abdul Hamid I. - Nakšidil Sultan   |
|       | Tughra of Abdülmecid I  | Abdulmedžid I.  | 1. julij 1839 – 25. junij 1861                | - Mahmud II. - Bezmialem Sultan      |
|       | Tughra of Abdulaziz     | Abdul Aziz      | 25. junij 1861 – 30. maj 1876                 | - Mahmud II. - Pertevnijal Sultan    |
|       | Tughra of Murad V       | Murat V.        | 30. maj 1876 – 31. avgust 1876                | - Abdulmedžid I. - Ševkefza Kadin    |
|       | Tughra of Abdülhamid II | Abdul Hamid II. | 31. avgust 1876 – 27. appril 1909             | - Abdulmedžid I. - Tirimujgan Kadin  |
|       | Tughra of Mehmed V      | Mehmed V.       | 27. april 1909 – 3. julij 1918                | - Abdulmedžid I. - Guldžamal Kadin   |
|       | Tughra of Mehmed VI     | Mehmed VI.      | 4. julij 1918 – 1. november 1922              | - Abdulmedžid I. - Gulustu Hanim     |
|       | —                       | Abdulmedžid II. | 18. november 1922 – 3. marec 1924             | - Abdulaziz - Hajranidil Kadin       |

## Opomba
1. ↑  Zadnji osmanski kalif Abdulmedžid II. ni imel lastne tugre, saj ni služil kot vodja države. Ta položaj je zasedal Mustafa Kemal Atatürk, predsednik novoustanovljene Republike Turčije.